# Temple de Garní
El temple de Garní (en armeni: Գառնու տաճար, Gaṙnu tačar) és l' únic temple grec hel·lenístic que es conserva a Armènia. És un temple jònic, pagà, situat al poble de Garní. És el símbol més conegut de l'Armènia precristiana.
La primera estructura de l'edifici degué ser construïda pel rei Tiridates I d'Armènia al segle I. Sovint es presenta com a dedicat al déu sol Mitra, però açò és incert. Després de la conversió d'Armènia al cristianisme a la primeria del segle IV, fou la residència d'estiu reial de Cosroèntoque, germana de Tiridates III d'Armènia. Segons alguns historiadors, no és un temple sinó una tomba, i per això va sobreviure a la destrucció general d'antics edificis pagans. Durant el terratrèmol del 1679 a Armènia, el temple s'esfondrà. El ressorgiment de l'interès al segle XIX feu que l'organització d'excavacions a començament del segle XX el reconstruís. Entre els anys 1969 i 1975 es va reconstruir amb el mètode d'anastilosi.

## Ubicació
El temple està situat a la vora d'un penya-segat, amb forma de triangle, que domina el riu Azat per dos costats i les muntanyes de Geghama. Forma part de la fortalesa de Garní, una de les més antigues d'Armènia. Protegia les ciutats de la plana d'Ararat, la defensa de les quals era estratègica. Tot el jaciment situat al territori del poble de Garní, Kotaik Marz, inclou:
- el temple i les termes romanes amb un terra de mosaic que s'ha conservat en una petita zona, amb una inscripció en grec,[5]
- un palau reial d'estiu,
- l'església de Sant Sió del segle VII,
- alguns elements, com khatxkars medievals,[6]
- una poderosa muralla amb catorze torres.

## Història

### Edifici
La fortalesa de Garní és esmentada per Tàcit en relació amb esdeveniments a Armènia que daten de la primera meitat del segle I. Les referències posteriors són les d'historiadors armenis del segle V: Faust de Bizanci, Ieghisé i Moisés de Khoren.
El temple va ser construït pel rei Tiridates I d'Armènia (66-88) l'any 76 (o 77) abans de la nostra era, com ho demostra la inscripció grega trobada al lloc en un bloc de basalt de 165 cm de llarg, 50 cm d'alt i 79-80 cm de gruix; les lletres tenen una mida d'uns 5 x 5,5 cm. El va descobrir al 1945 l'artista Martiròs Sarian.

Els historiadors designen Tiridates com el fundador del temple. Una traducció de la inscripció en la pedra tal com es troba a prop del temple encara hui és d'Ashot G. Abrahamian; una altra es deu a James R. Russell. Una traducció alternativa, de Poghos Ananian, està citada per Vrej Nersessian. La principal n'és la menció del déu a qui està dedicat, el nom del constructor, la data de construcció en relació amb la de l'inici del seu regnat.
"Hèlios!, Trdat el Gran, governant del Regne d'Armènia (Μεγαλη Αρμενια), quan va construir... (i) aquesta fortalesa inexpugnable durant l'onzé any del seu regnat..."
| Imatge | Text en grec antic | Traducció | Traducció alternativa |
| ------ | --- | --- | --- |
|        | Ἣλιος Τιριδάτης [ὁ μέγας] μεγάλης Ἀρμενίας ἄνα[κτος] El diable. Αἴκτισε ναΐ[διον] βασιλίσ[σ]α τὸν ἀνίκητον κασ[ιν ἐνι] aytoς. Ai. Τῆς βασιλεί[ας αὐτου] με[γαλείας]. Ὑπὸ ἐξουσίᾳ στεγάν[ου] λίτουργος τῷ μεγάλῳ σπ[ῆι εὔχεσθε] μετὰ ματήμι καὶ εὐχαρ[ιστίαν εὐχήν] La cosa absurda. | El Sol Tiridates de la Gran Armènia, senyor despòtic, va construir un temple per a la reina; l'invencible… en l'onzè any del seu regnat. ...Sota la protecció... que el sacerdot de la gran cova (?) en la mentida (?) del testimoni i agraïments | El déu del sol Tiridates, rei indiscutible de la Gran Armènia va construir el temple i una fortalesa inexpugnable en l'onzé any del seu regnat quan Mennieay era [senescal] i Amateay [comandant]. |

Moisès de Khorèn esmenta aquesta inscripció i l'atribueix a Tiridates IV (286-330), que va reconstruir-ne la fortalesa. Aquest és un dels testimonis més brillants de la cultura armènia precristiana, que data de fa segles. La construcció va començar-ne al segle II i va continuar durant el període antic i en part fins a l'edat mitjana. Els constructors armenis feren aquesta fortalesa inexpugnable. Va protegir els habitants de les invasions estrangeres durant més de mil anys.
Els reis armenis valoraven aquest lloc, no sols per la inaccessibilitat, sinó també pel clima agradable. Tant és així que la van transformar en una residència d'estiu. La fortalesa es troba a 28 quilòmetres de la capital d'Armènia, Yerevan. Estratègicament, l'elecció de la ubicació era molt bona. Segons les inscripcions cuneïformes del Regne d'Urartu, l'indret fou conquerit a la primera meitat del segle VIII pel rei Argisti I. Després d'això, va reunir la gent treballadora de Garní i es va dirigir cap a l'actual Erevan, on va construir la fortalesa d'Erebuní, que més tard esdevingué Erevan.
La fortalesa estava envoltada per una muralla perimetral i catorze torres, separades per entre 25 i 32 metres, allà on les condicions naturals la feien inaccessible, i entre 10 i 13,5 m on era més accessible. Aquestes torres eren rectangulars i dataven de l'època del Regne d'Urartu.
Les muralles i les torres de la fortalesa estan construïdes amb grans blocs de basalt trobats al lloc, units sense morter però reforçats amb suports de ferro i falques d'unió de plom. Les muralles tenen entre 2,07 m i 2,12 m de gruix i 314, 28 m de llarg al voltant de tota la fortalesa. L'alçada dels murs era de 6 a 7 m. Només era possible entrar al recinte amb un tanc per una única porta.

## Complex arquitectònic

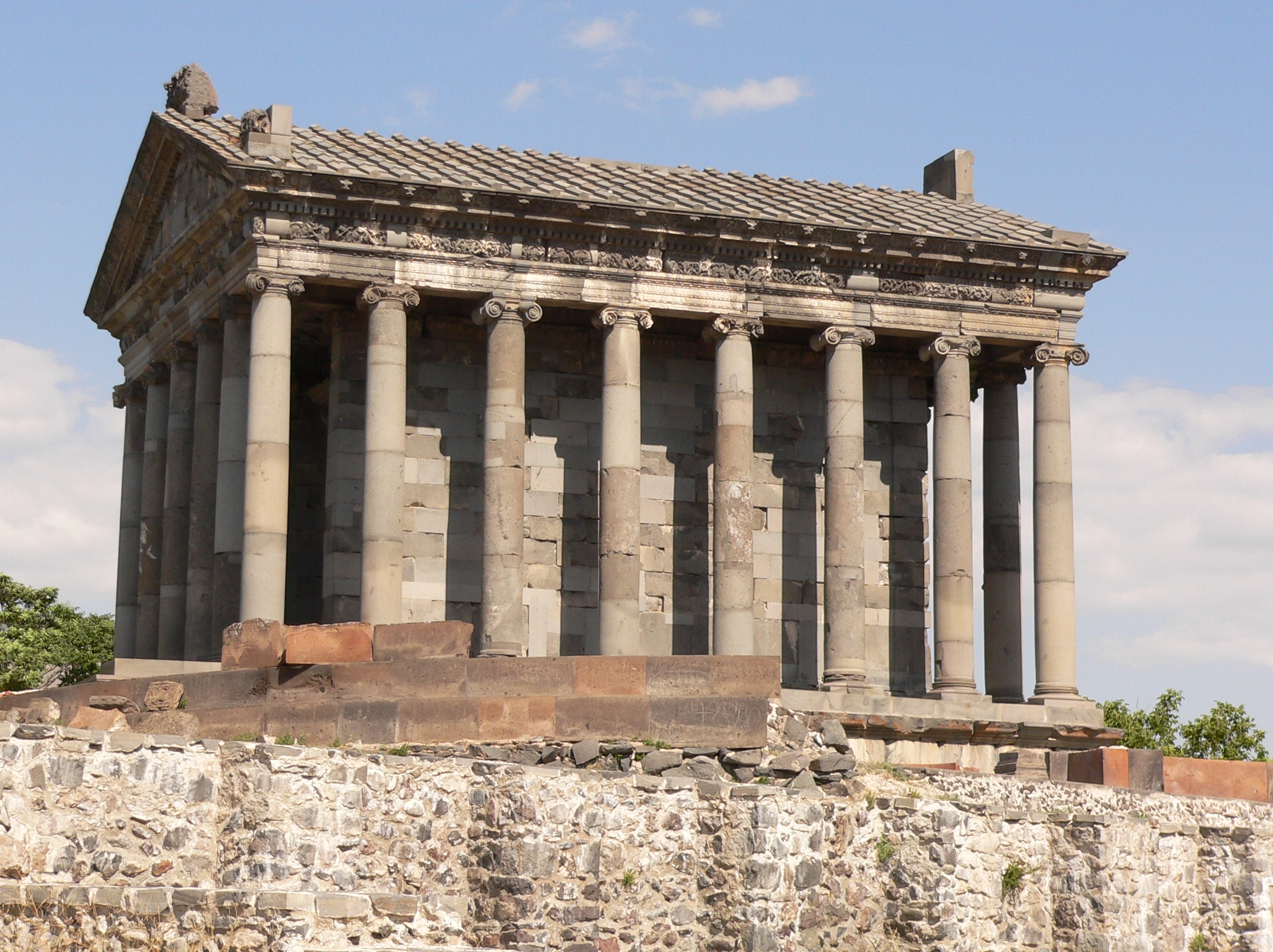
Temple de Garní

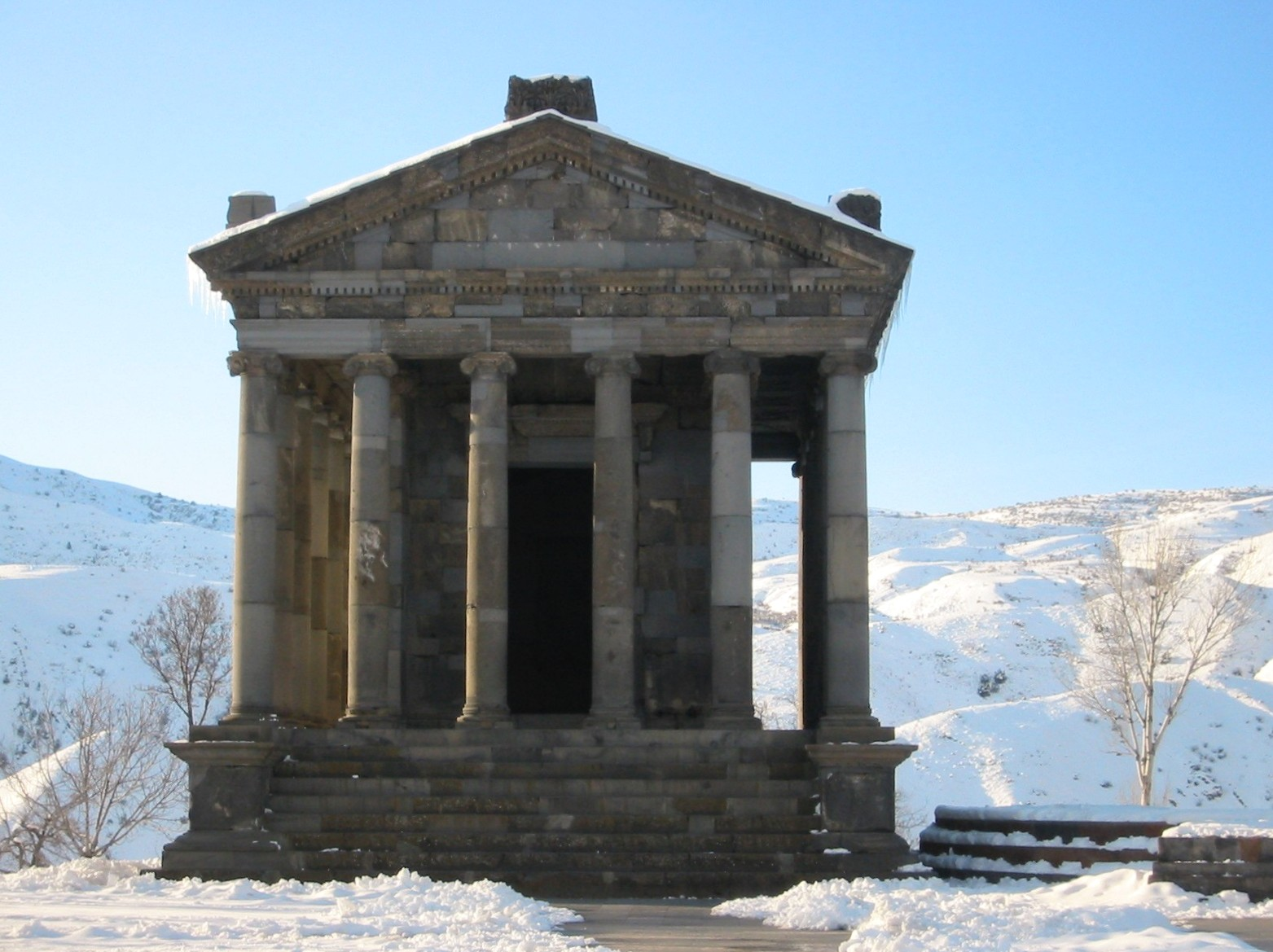
Decorat el març de 2005

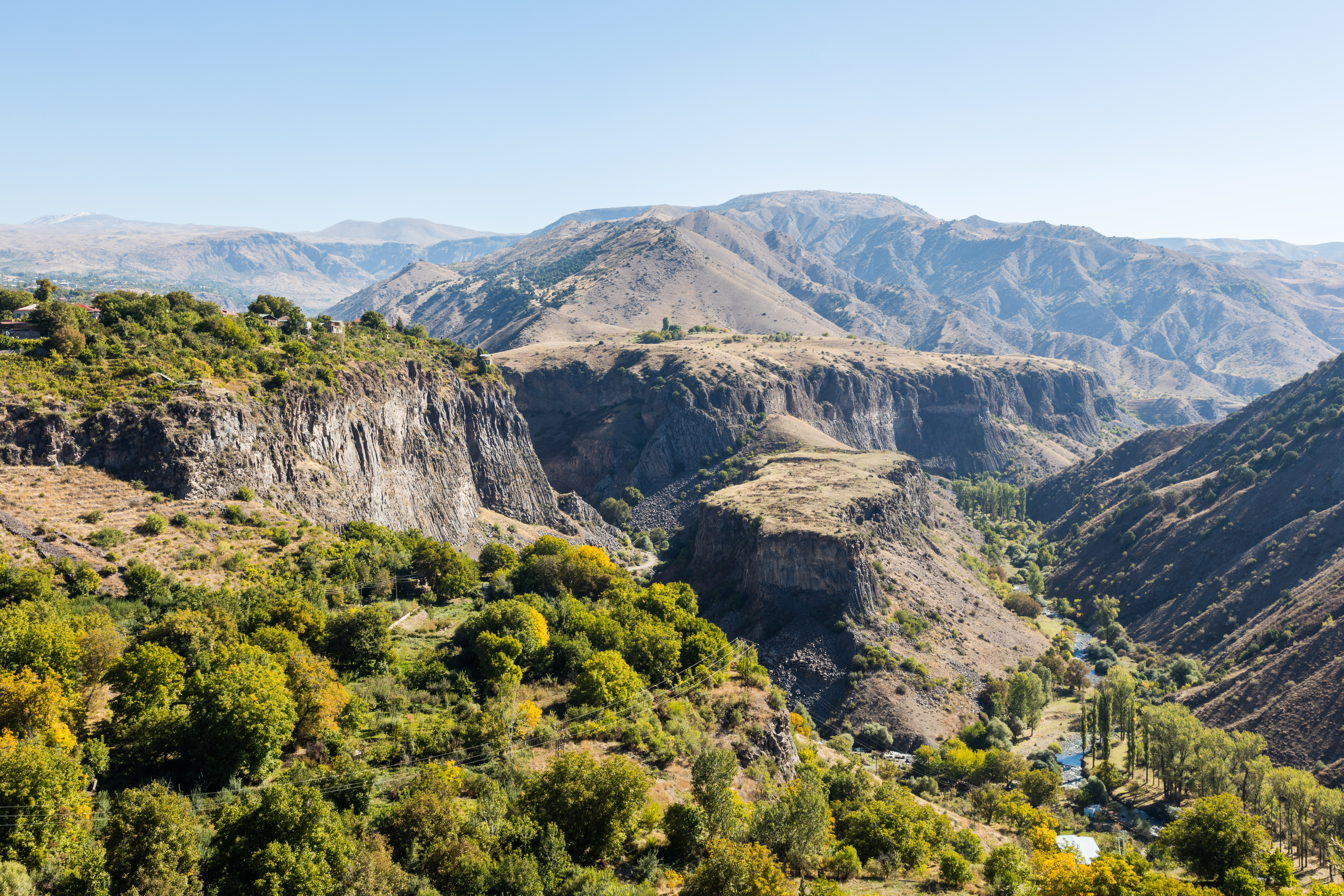
Vista des de les escales del temple

El temple està construït amb blocs de basalt llisos. Alguns en fan uns dos metres de llargada i estan reforçats amb grapes de ferro. L'estil arquitectònic és hel·lenístic. Per la façana s'estenen nou graons massius, cadascú de 30 cm d'alçada, que formen la part frontal de l'estilòbata, que dona grandesa i solemnitat a l'edifici. En les altres cares, els escalons es redueixen a dos. Els pilons del costat de l'escala estan decorats amb relleus. Representen Atles, el tità mitològic, amb les mans aixecades per sostenir el temple. El temple és de tipus perípter. La planta està formada per una sala rectangular, el naos té un pòrtic exterior, envoltat per 24 columnes en totes les façanes, sis a les façanes frontal i posterior i vuit als costats. La decoració escapa de la uniformitat de les estructures grecoromanes per la diversitat decorativa de l'art autòcton. L'ornamentació amb les fileres de fulles d'acant també introdueix motius armenis com ara: magranes, raïm, fulles d'avellaner, flors, i caps d'animals. L'escultura de basalt feta pels mestres armenis és una obra d'alta qualitat. El santuari rectangular està cobert amb una volta; l'entrada està adornada amb un marc decorat. Les dimensions són petites. Hi ha un altar a la part posterior d'aquest naos.
En aquest santuari només hi havia una estàtua de la deïtat. Sols estava destinat al rei i a la seua família.

## Destrucció i reconstrucció
Com a resultat d'un fort terratrèmol del 1679, el temple fou quasi totalment destruït. Es va restaurar entre el 1966 i el 1976. A prop del temple s'han conservat les restes de l'antic palau reial i la fortalesa, i de l'edifici de les termes que data del segle III. El palau estava situat al sud de la fortalesa, lluny de l'entrada. Al nord hi havia les tropes i el personal de servei reial, que tenien un edifici de dos pisos. A l'oest del temple, a la vora del penya-segat, hi havia la sala principal. Ara ja no hi existeixen. Traces d'estuc rosa i pintura vermella recorden la rica decoració dels apartaments residencials i oficials palatins. Les termes constaven d'unes cinc cambres per a diferents funcions, quatre de les quals acabaven en absis. Els terres estan decorats amb mosaics d'estil hel·lenístic.
Al segle XIX, les ruïnes del temple van atraure molts viatgers científics, com ara Jean Chardin, James Morier, Robert Ker Porter i Frédéric DuBois de Montperreux. Aquest darrer intentà el 1834 fer un projecte per a la reconstrucció del temple. A la fi del segle XIX, es va proposar transportar totes les parts del temple destruït de Tbilisi al centre del virregnat caucàsic i reconstruir-lo davant del palau del governador del tsar. Afortunadament, la idea fracassà per manca de mitjans de transport adequats.
A la primeria del segle XX un equip sota la direcció de Nicolai Marr hi dugué a terme una recerca arqueològica per a descobrir les mesures precises del temple. A començament de la dècada dels 1930, l'arquitecte en cap d'Erevan, Nikolai Buniatian, feu una investigació sobre la possibilitat de reconstruir el temple en la forma originària. El tema també ha estat estudiat per l'acadèmic Joseph Orbeli.
A mitjans 1960, les obres de reconstrucció es confiaren a l'arquitecte Alexander Sahinian. El 10 de desembre del 1968, el govern soviètic d'Armènia n'aprovà el pla de reconstrucció. Després d'uns anys d'obres, l'edifici es va reconstruir totalment. L'obra s'acabà el 1976; 300 anys després de la destrucció pel terratrèmol, el temple va ser reconstruït mitjançant la tècnica de l'anastilosi amb pedres noves d'un altre color fàcilment recognoscible respecte a les pedres que hi mancaven.

## Segle XXI
El temple es va convertir en el centre del neopaganisme armeni. Cada any s'hi celebra el Vartavar, el festival de l'aigua armeni. 

## UNESCO
El 28 d'abril del 2011 el temple fou guardonat amb el Premi Melina Merkuri de la UNESCO - Grècia 2011 com a conjunt històric i cultural. Aquest premi reconeix les mesures preses per preservar les restes culturals i els esforços per obrir el temple a visitants nacionals i internacionals.

## Galeria

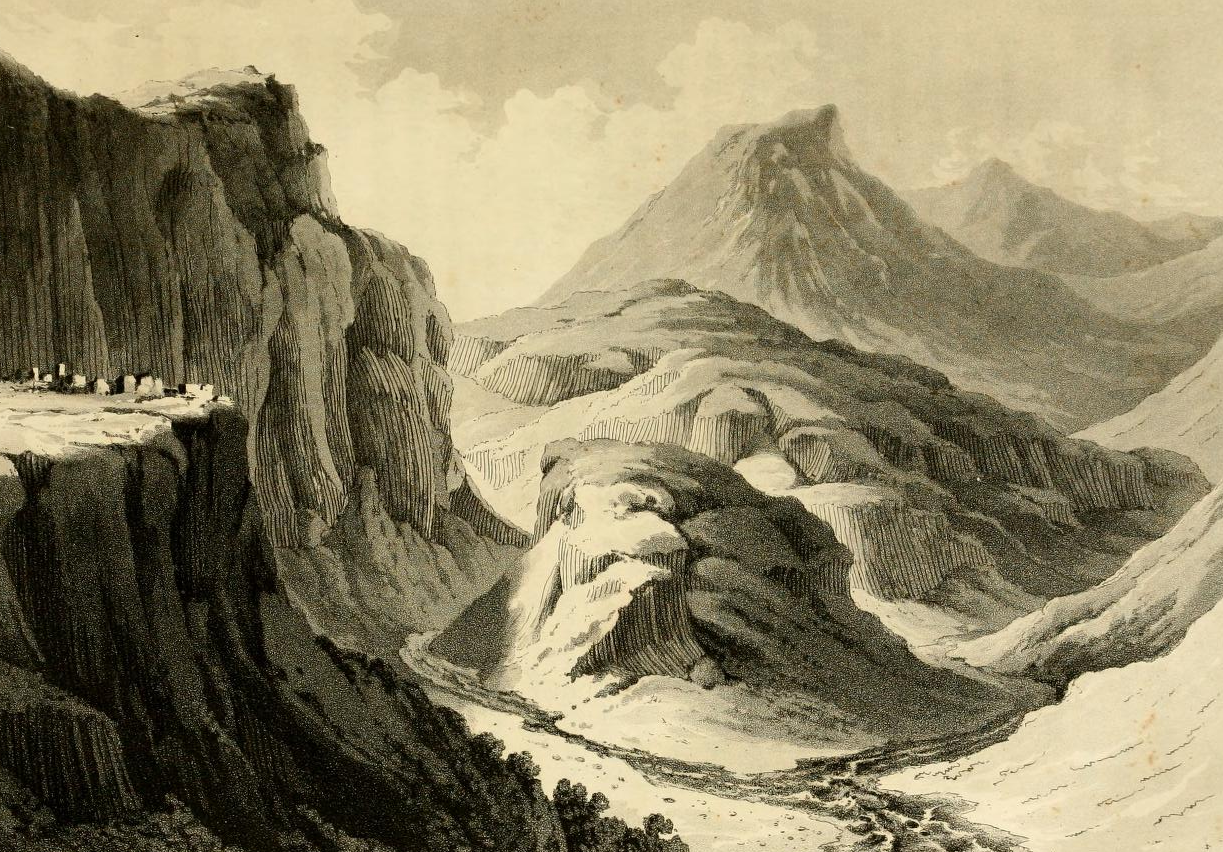
Garni, per Robert Ker Porter, 1821.[20] Les ruïnes del temple són visibles al promontori esquerre
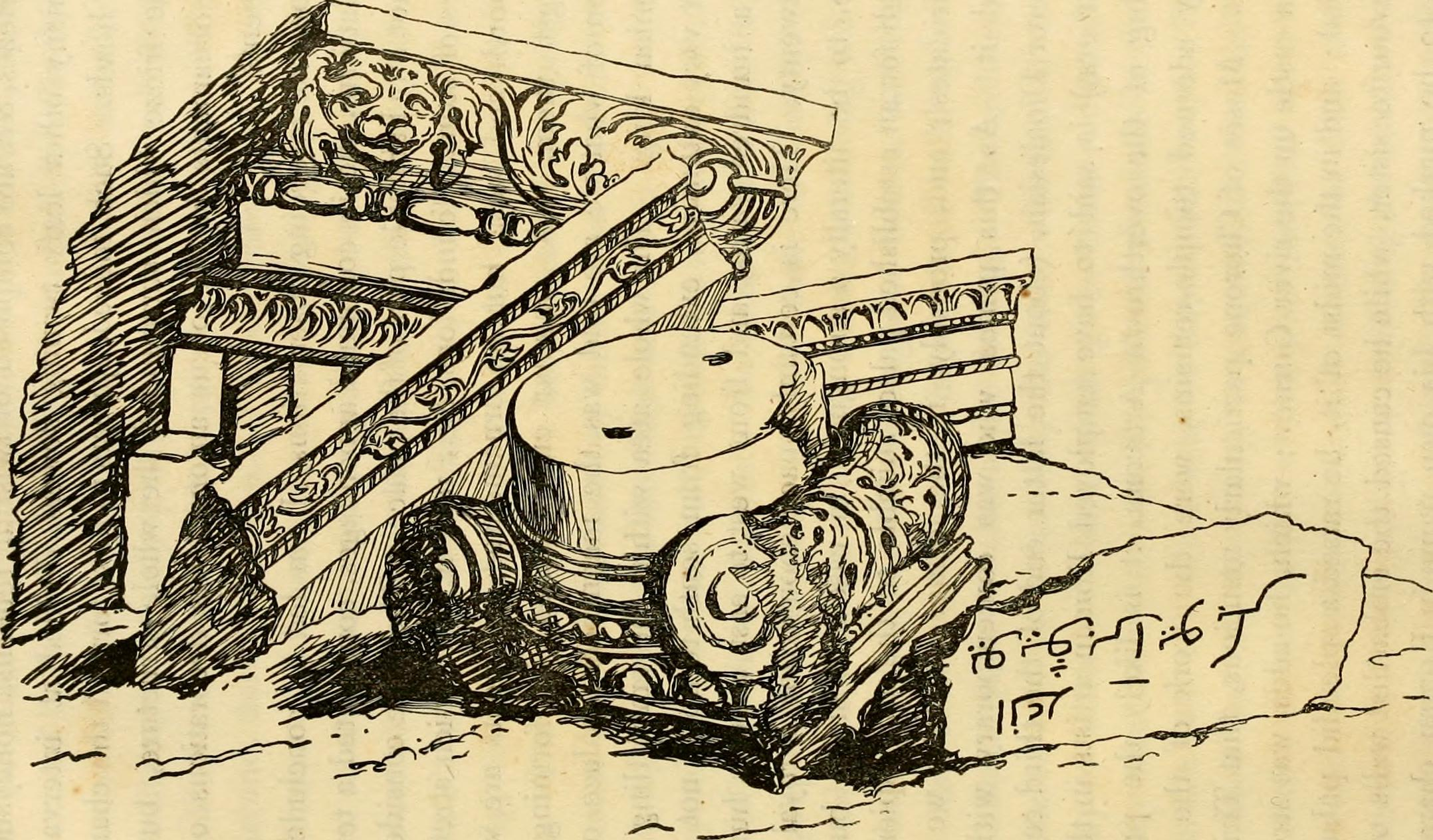
Dibuix de les ruïnes del temple per Ker Porter
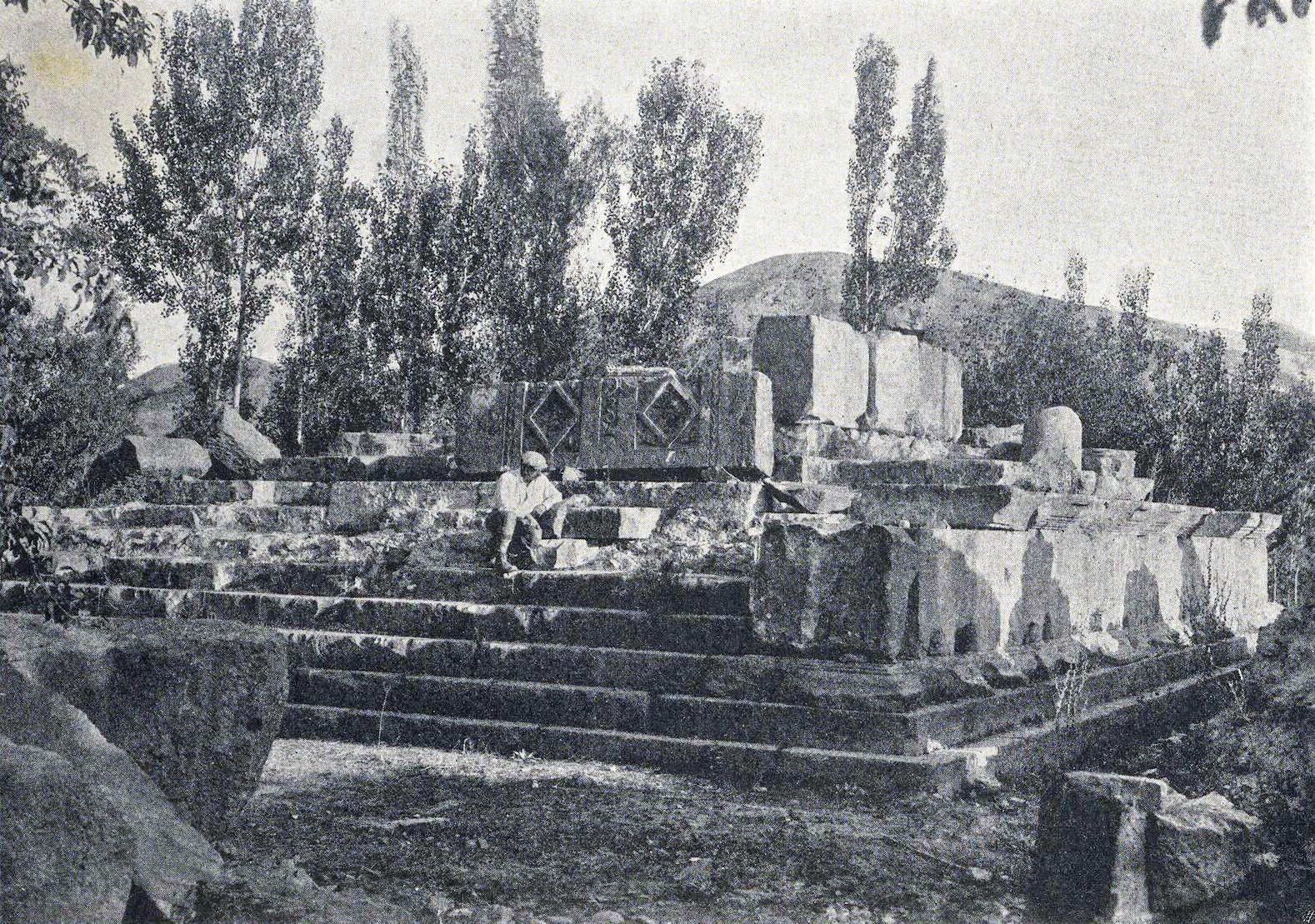
Ruïnes del temple a principis del s. XX (1918)
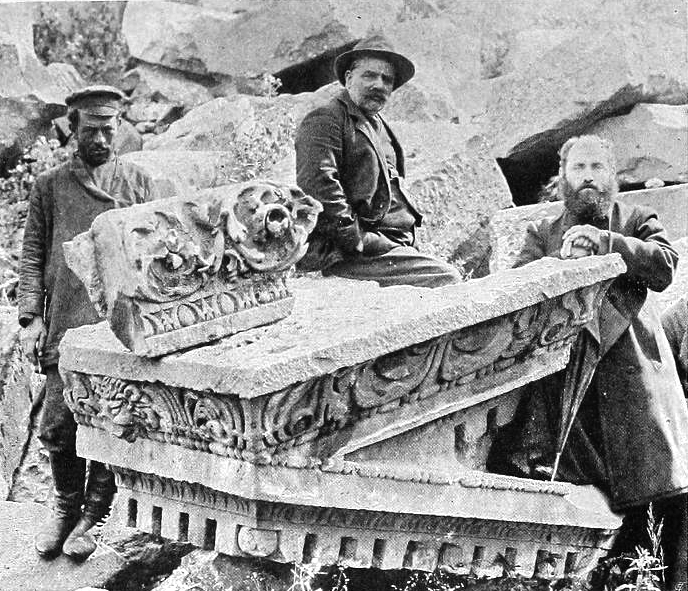
Toros Toromanian, arqueòleg representat segut al costat del gablet

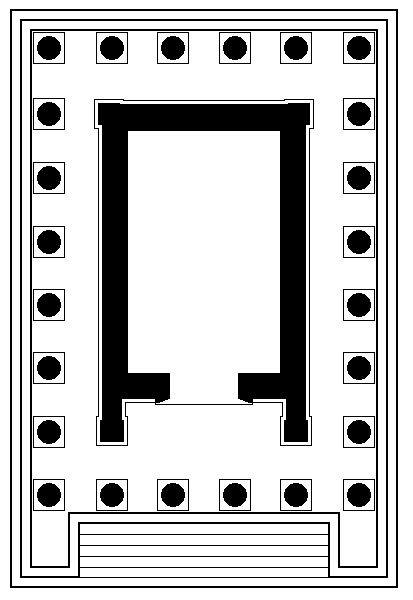
Plànol de fonamentació
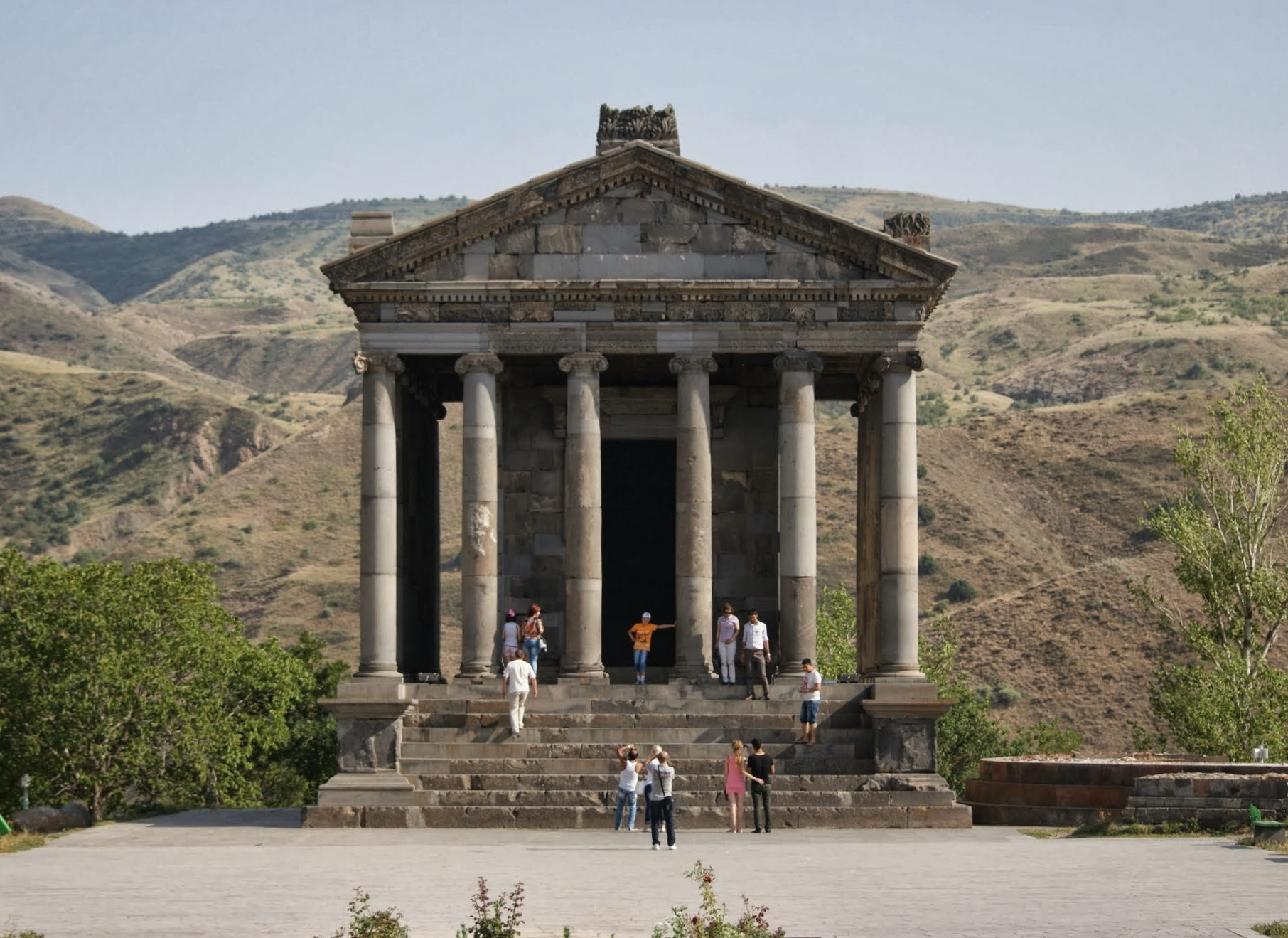
Pla frontal
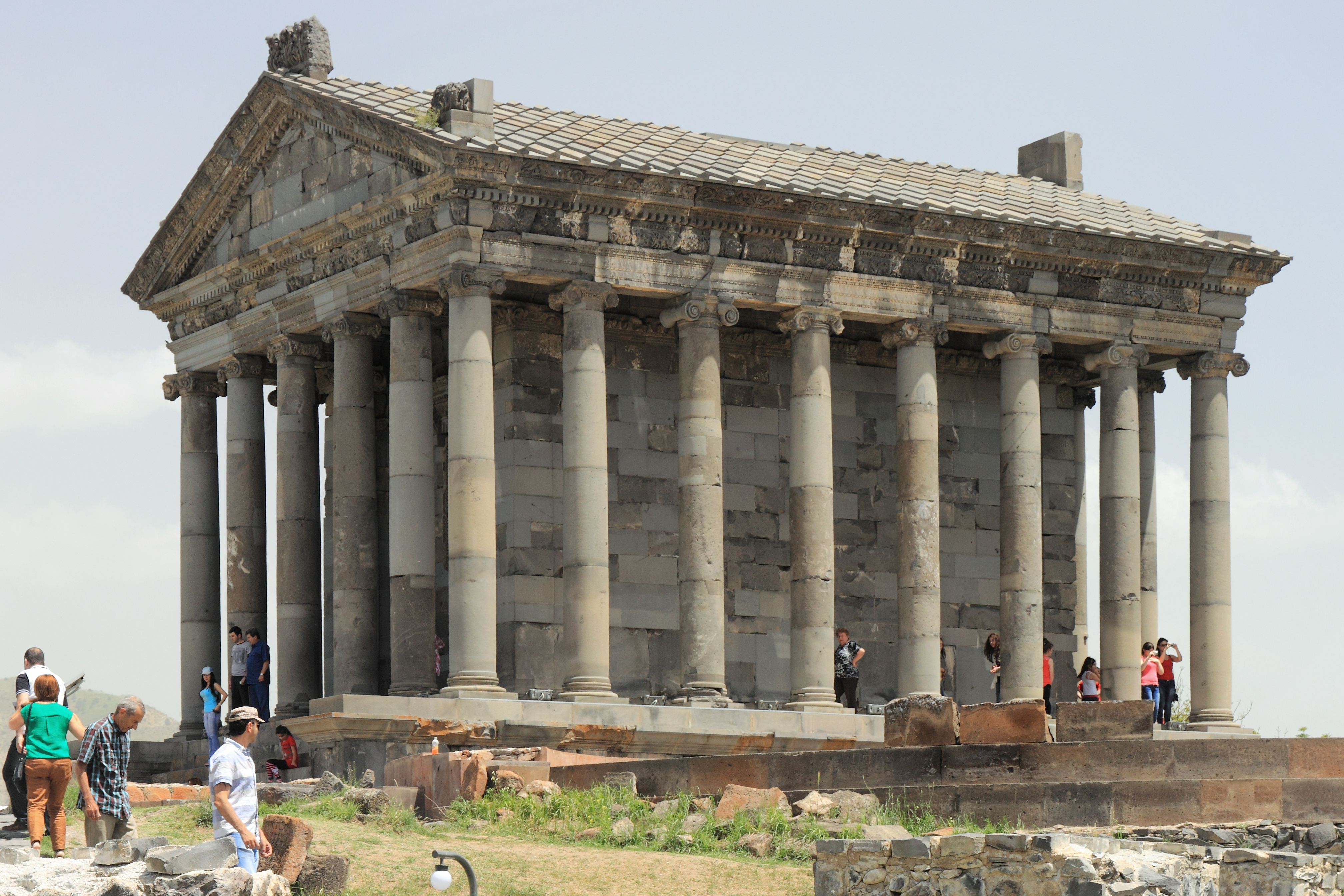
Vista lateral
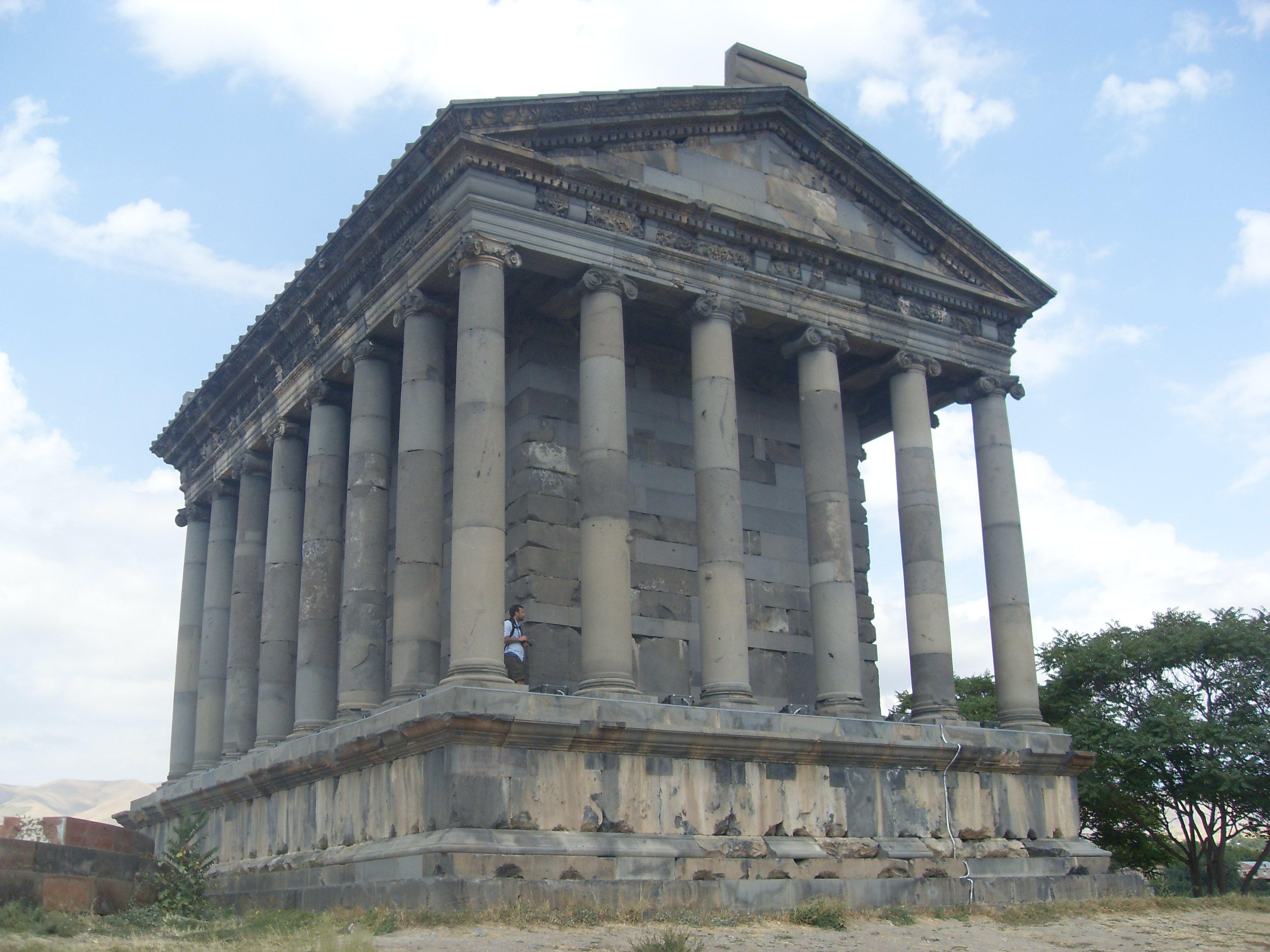
Vista posterior

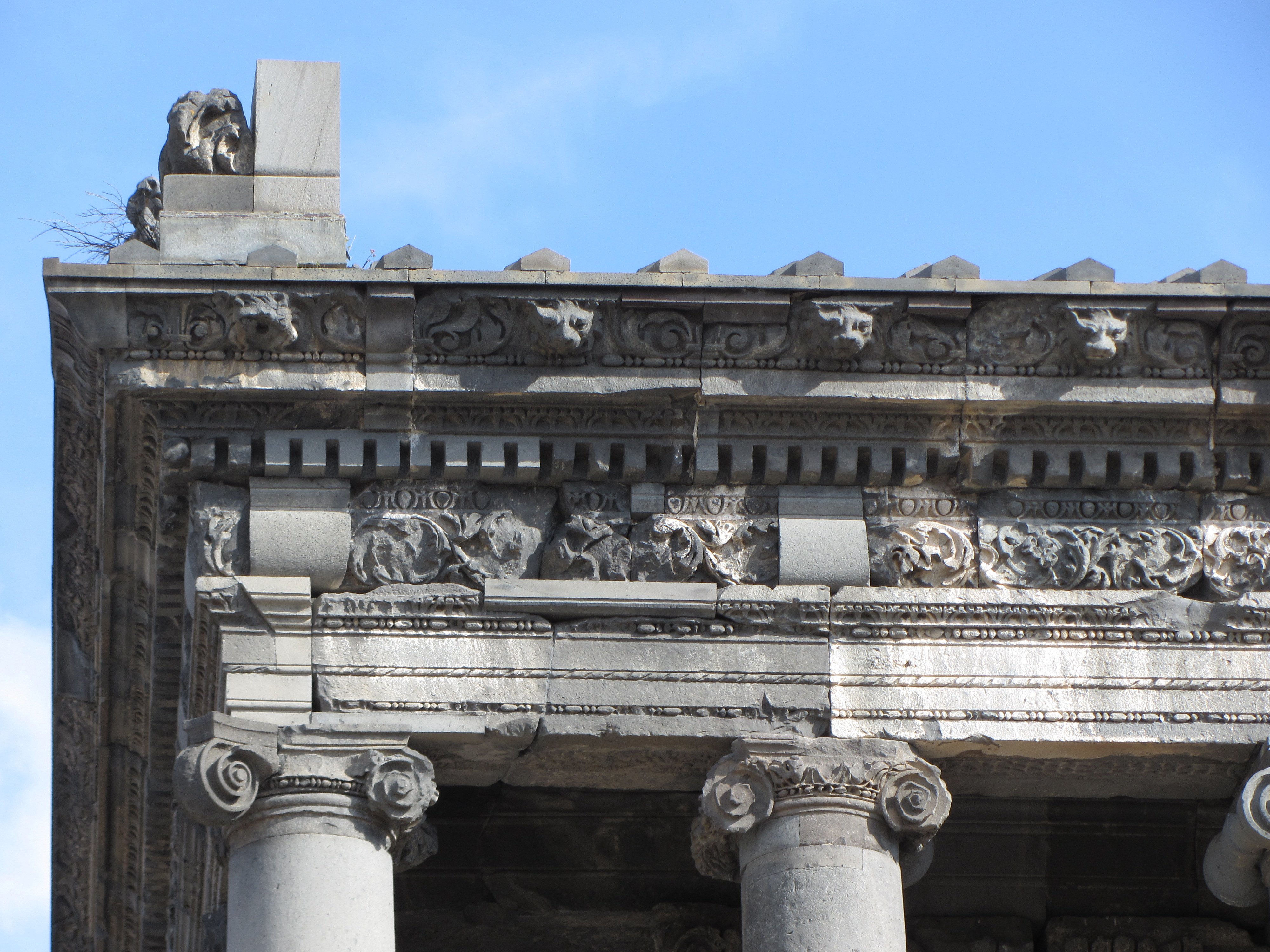
Fragment d'un fris
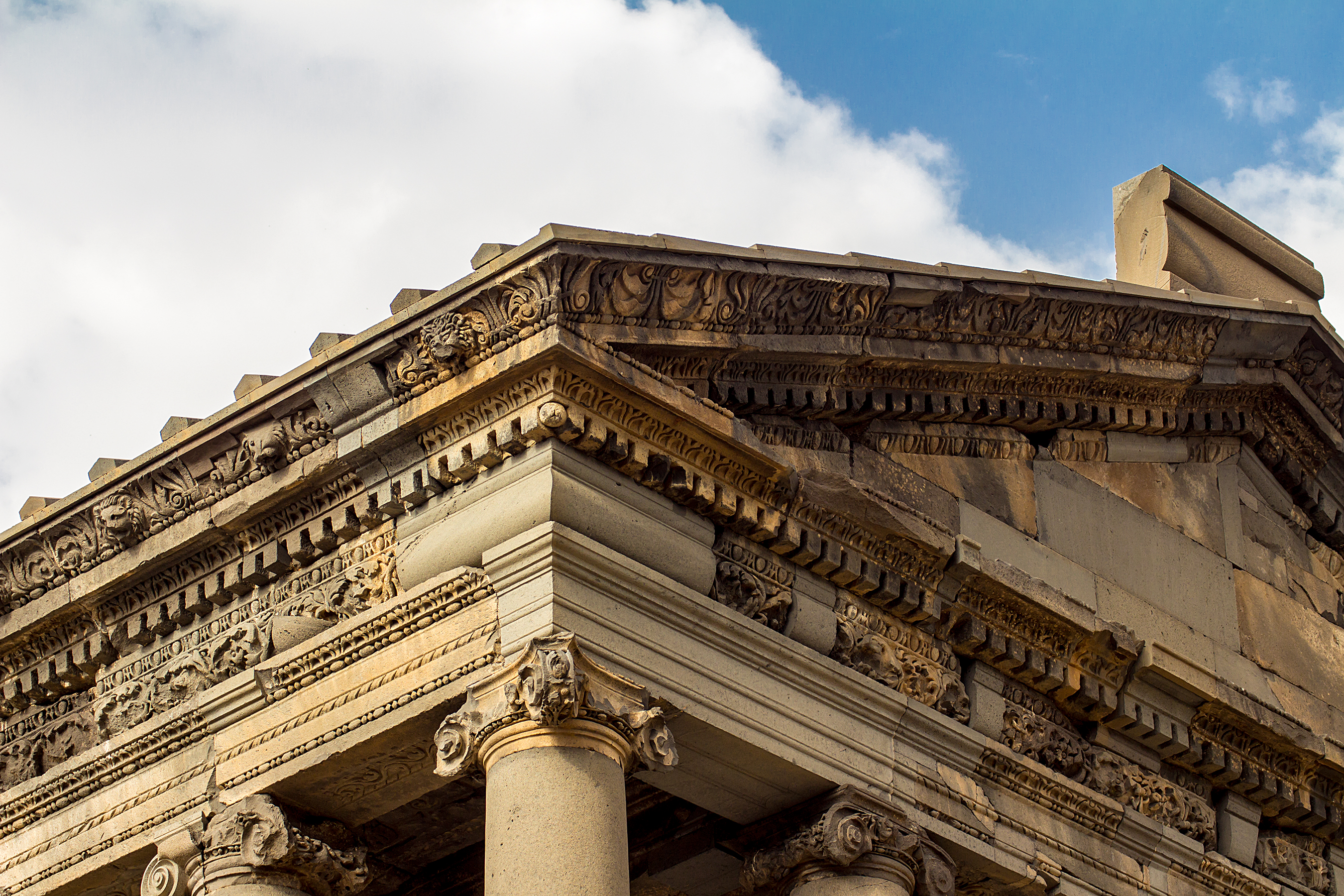
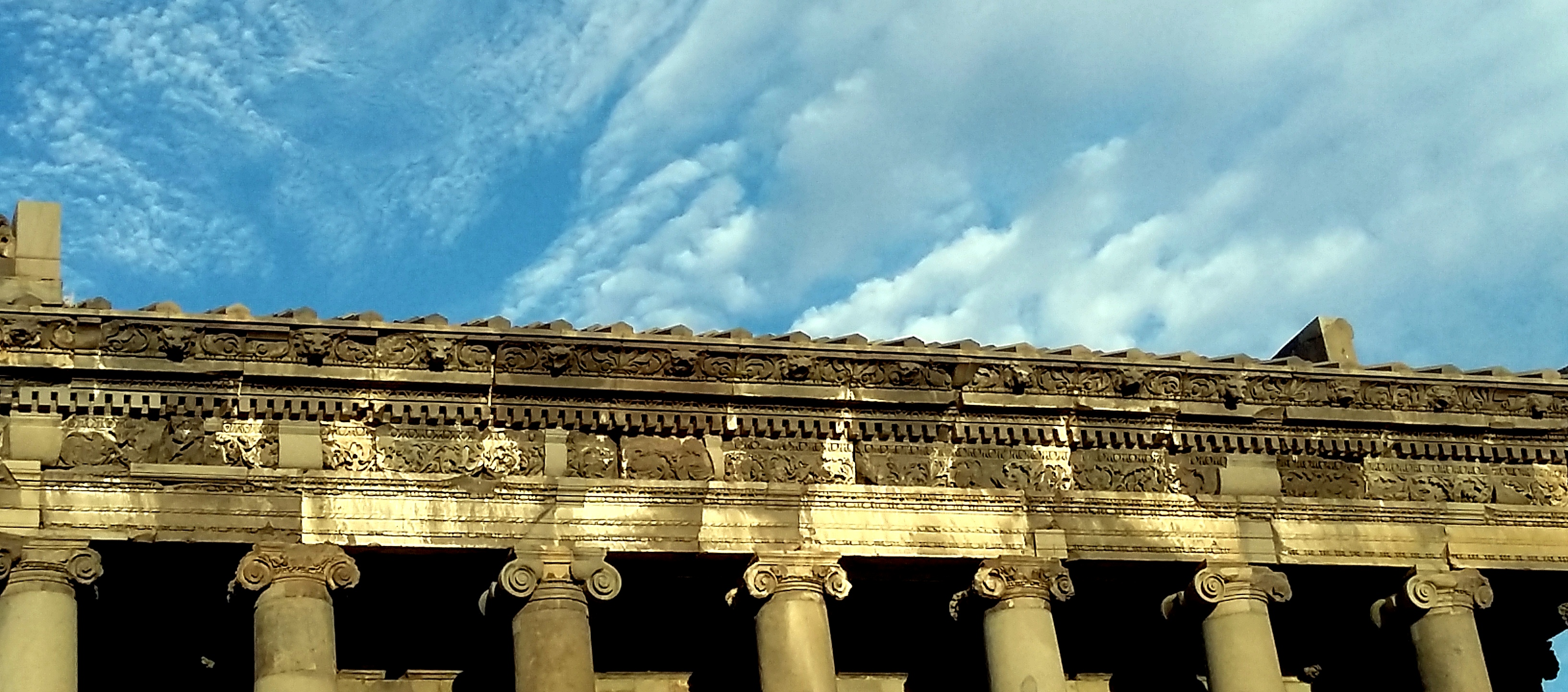

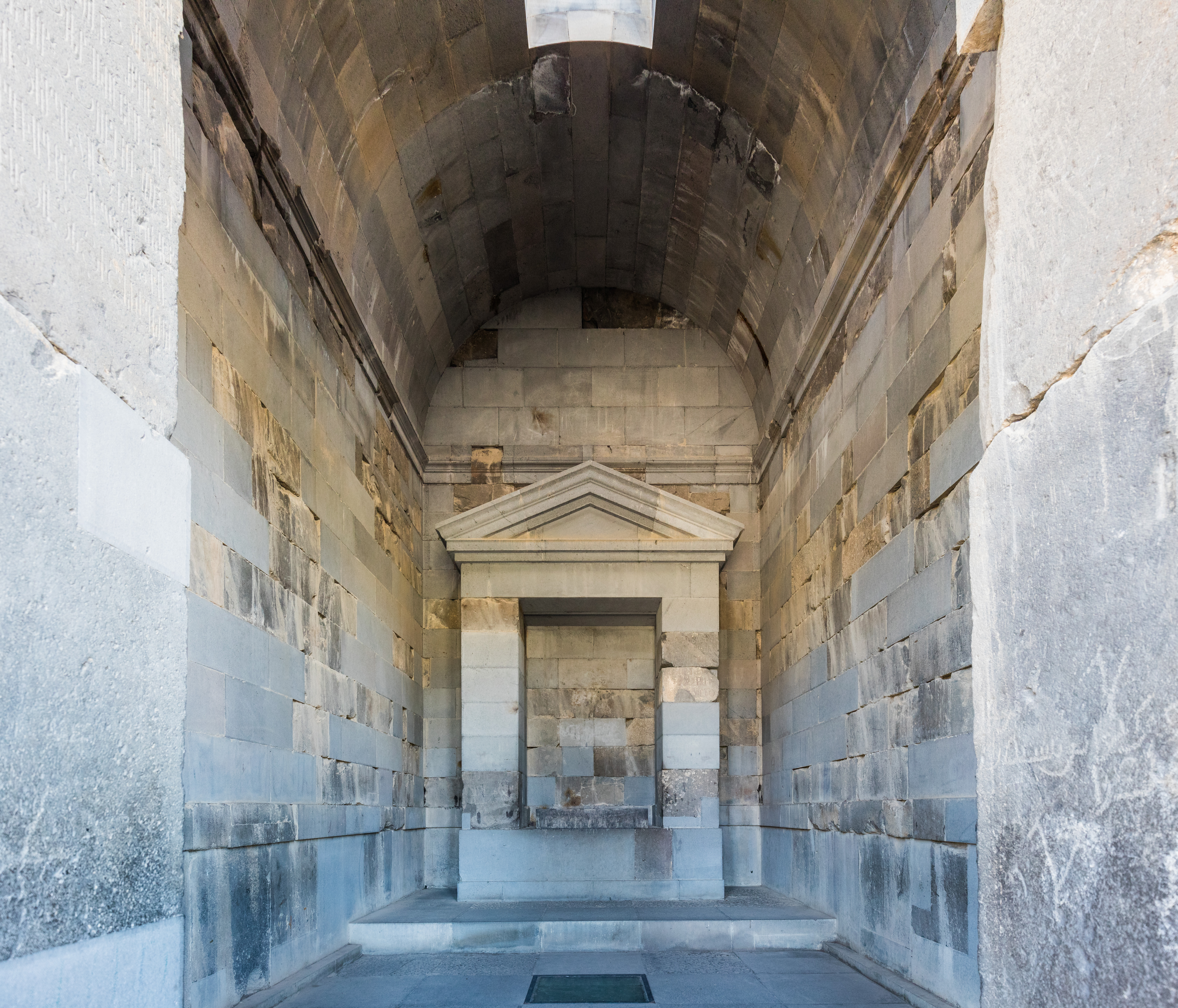
Cel·la
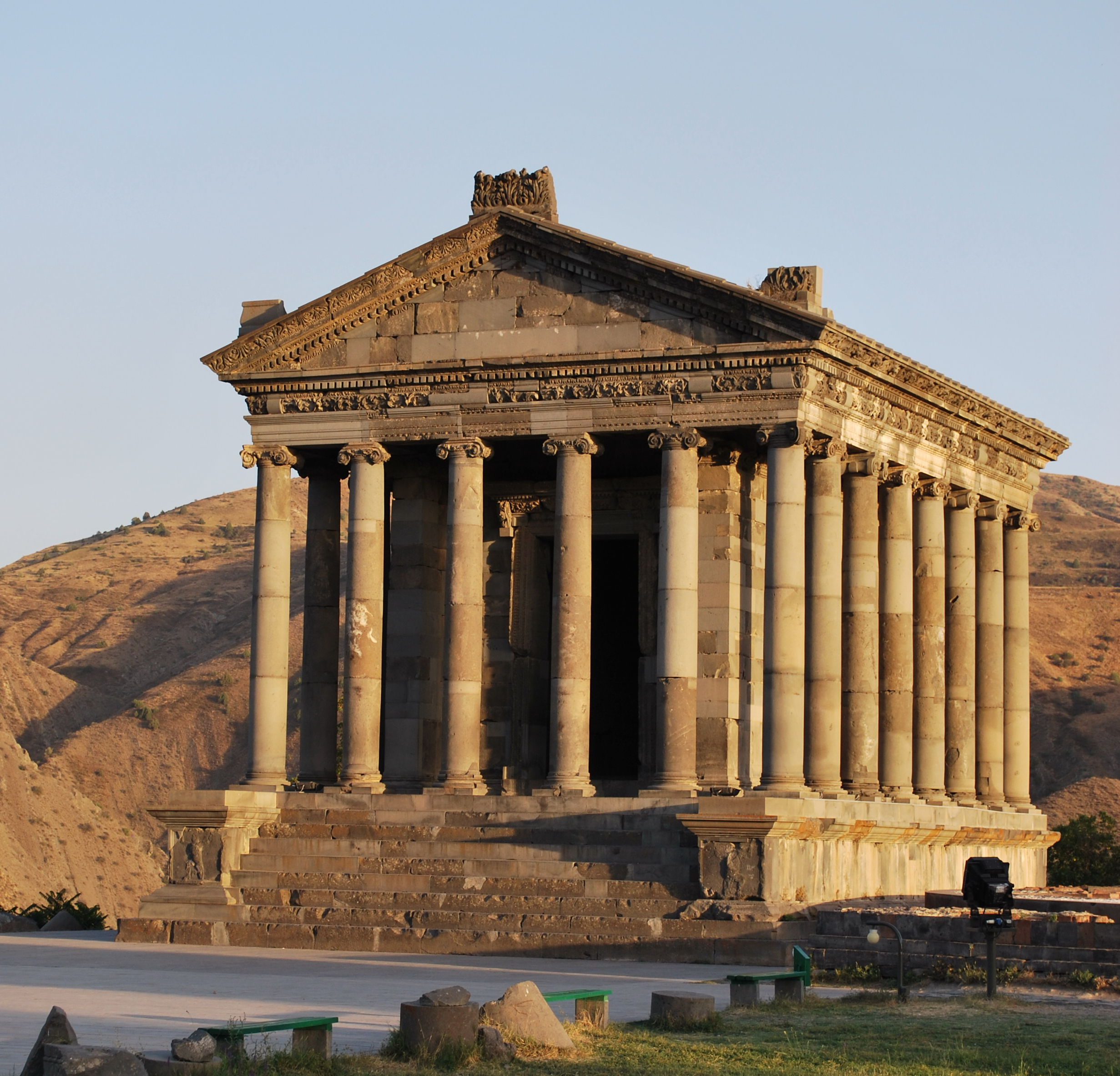
El temple el 2013
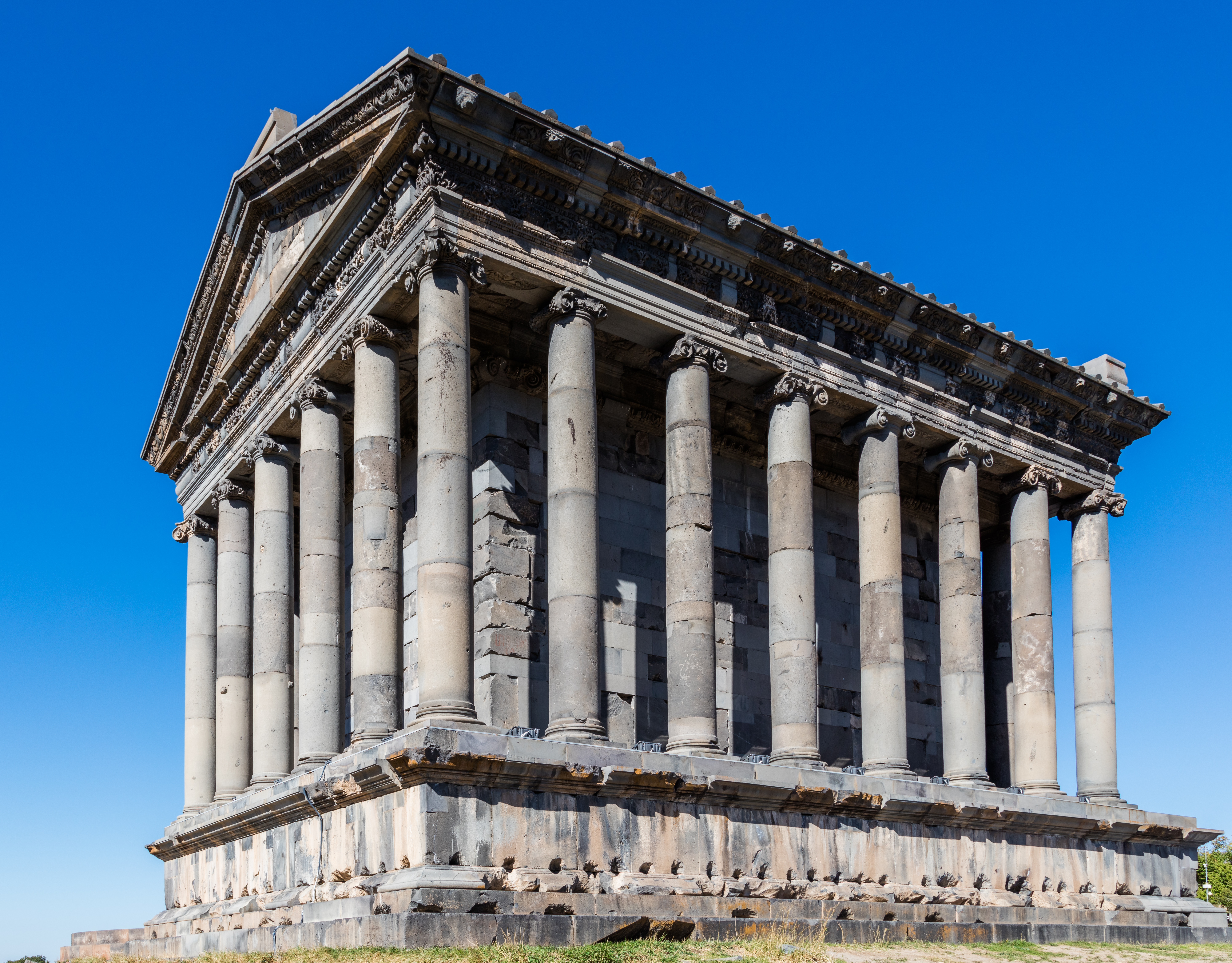
Temple pagà i fortalesa de Garní
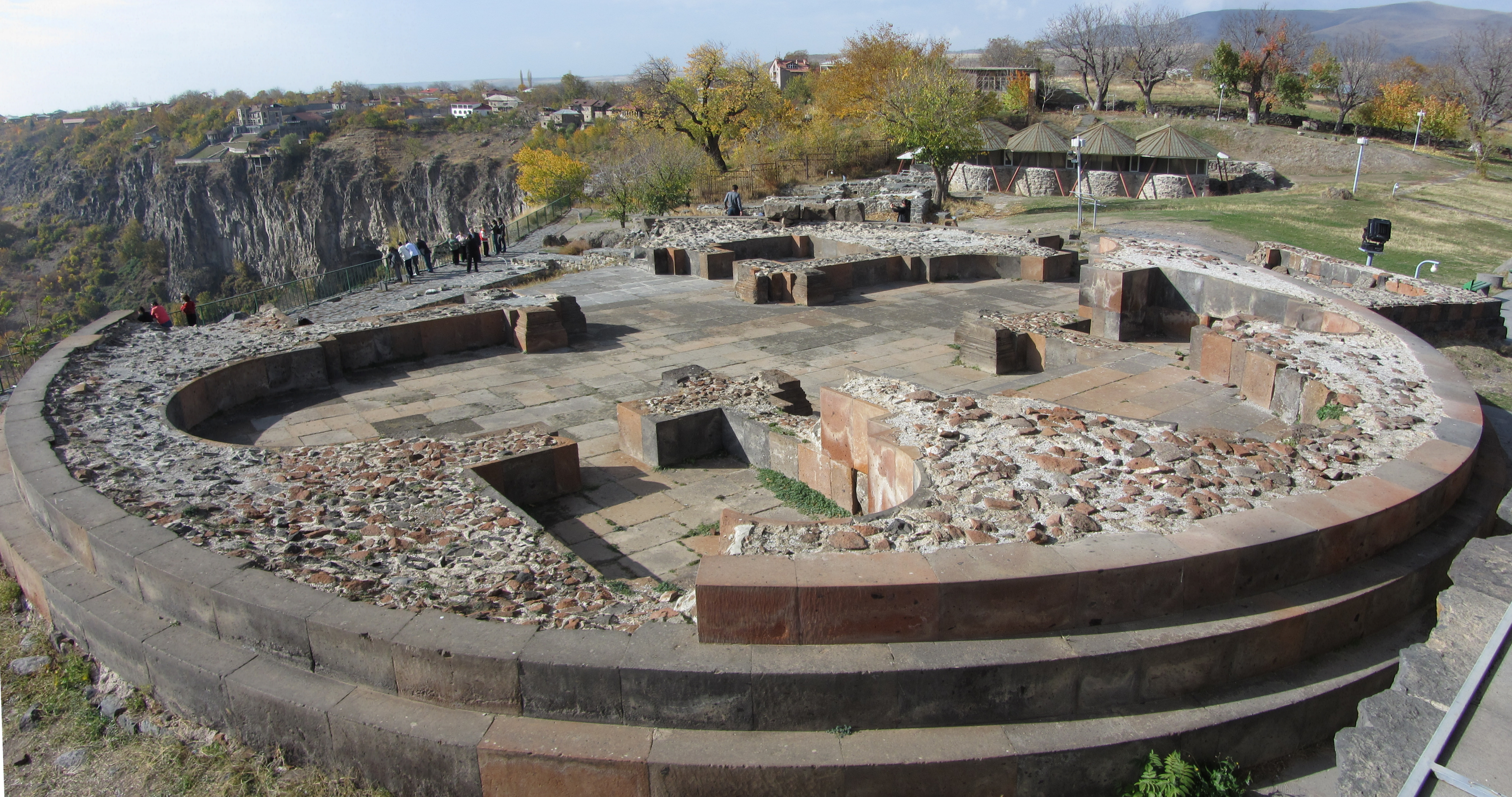
Ruïnes de l'església de Sant Sió (segle VII)
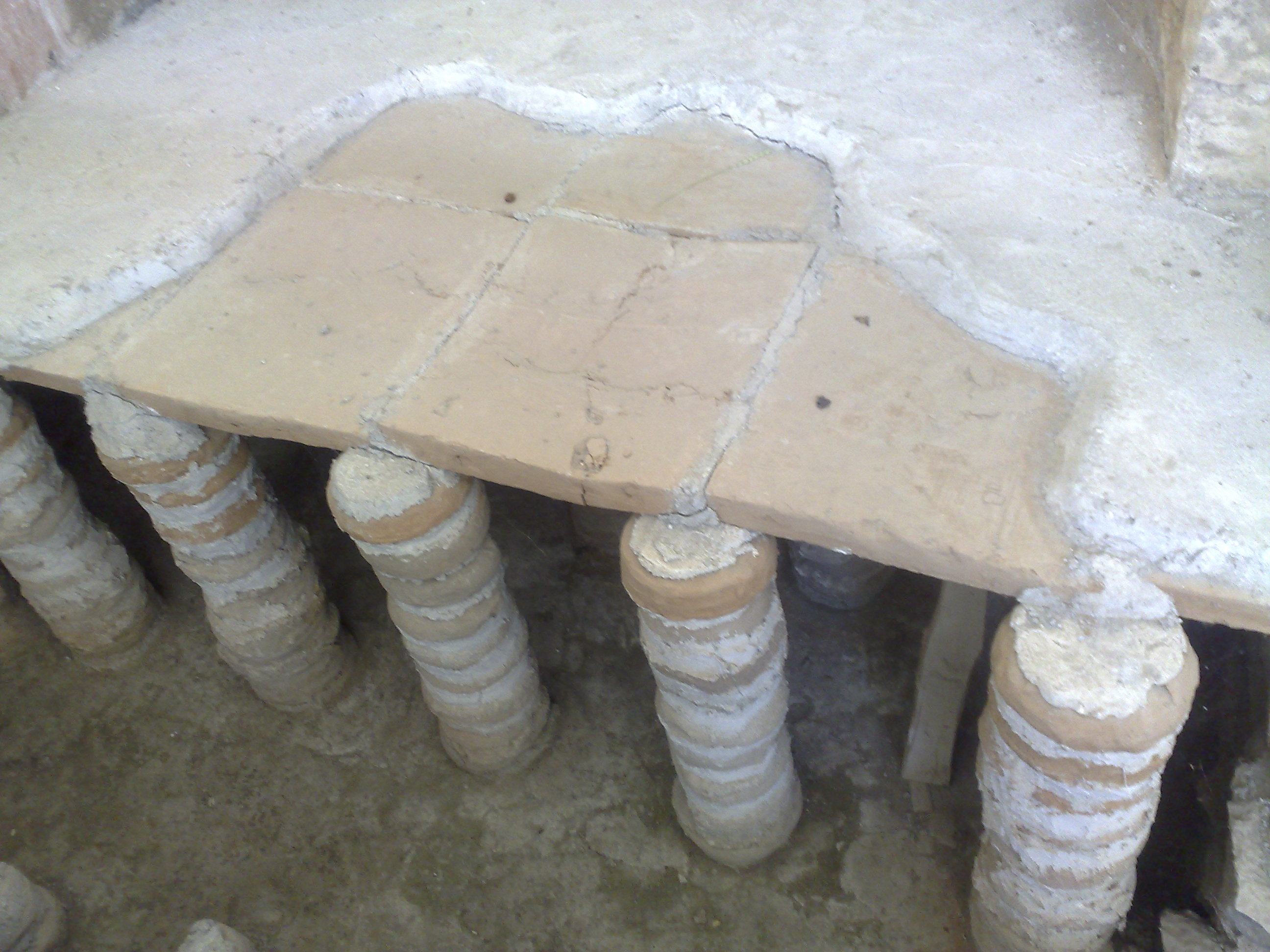
Sota el terra dels banys
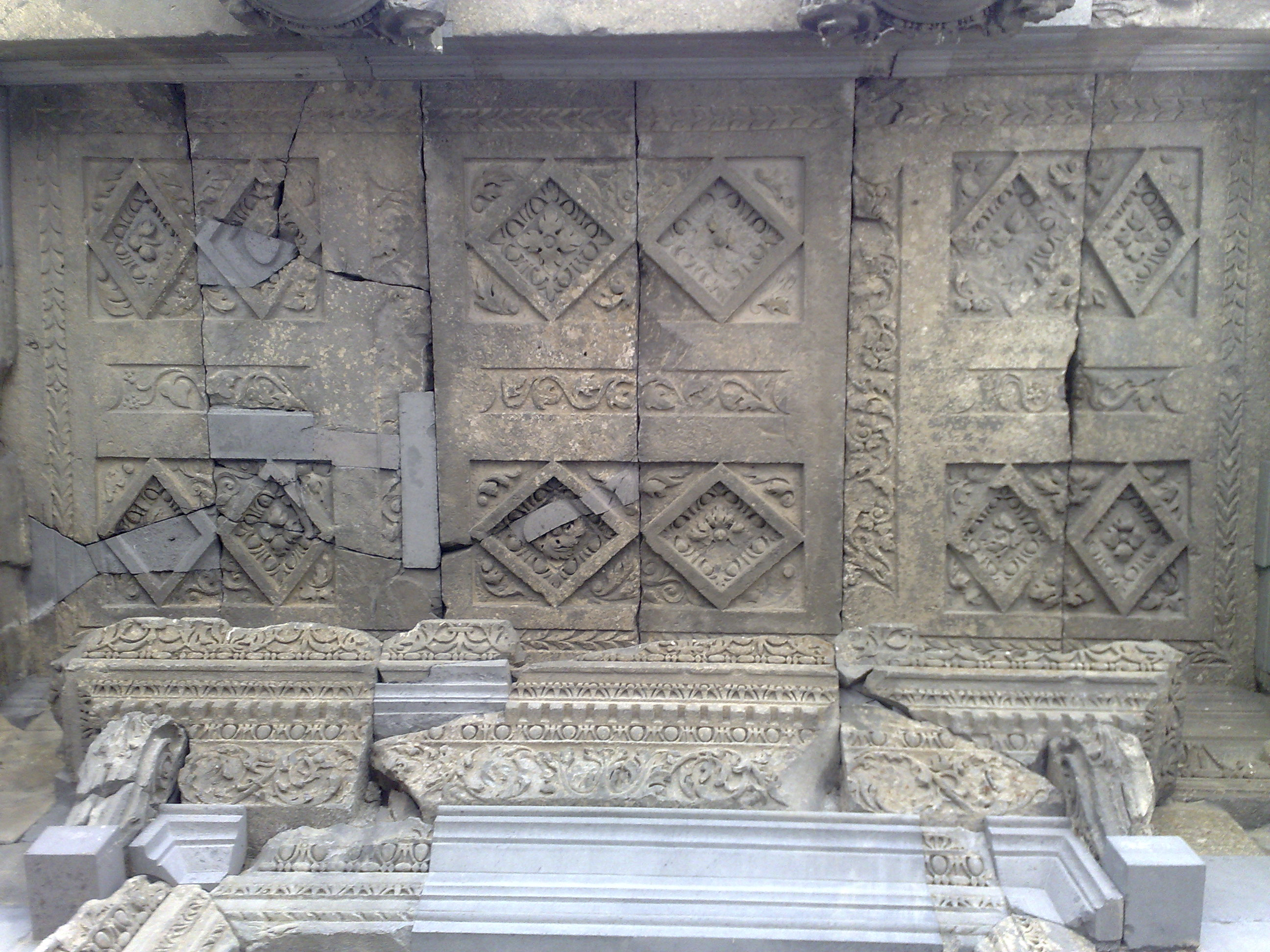
Fragment de decoració
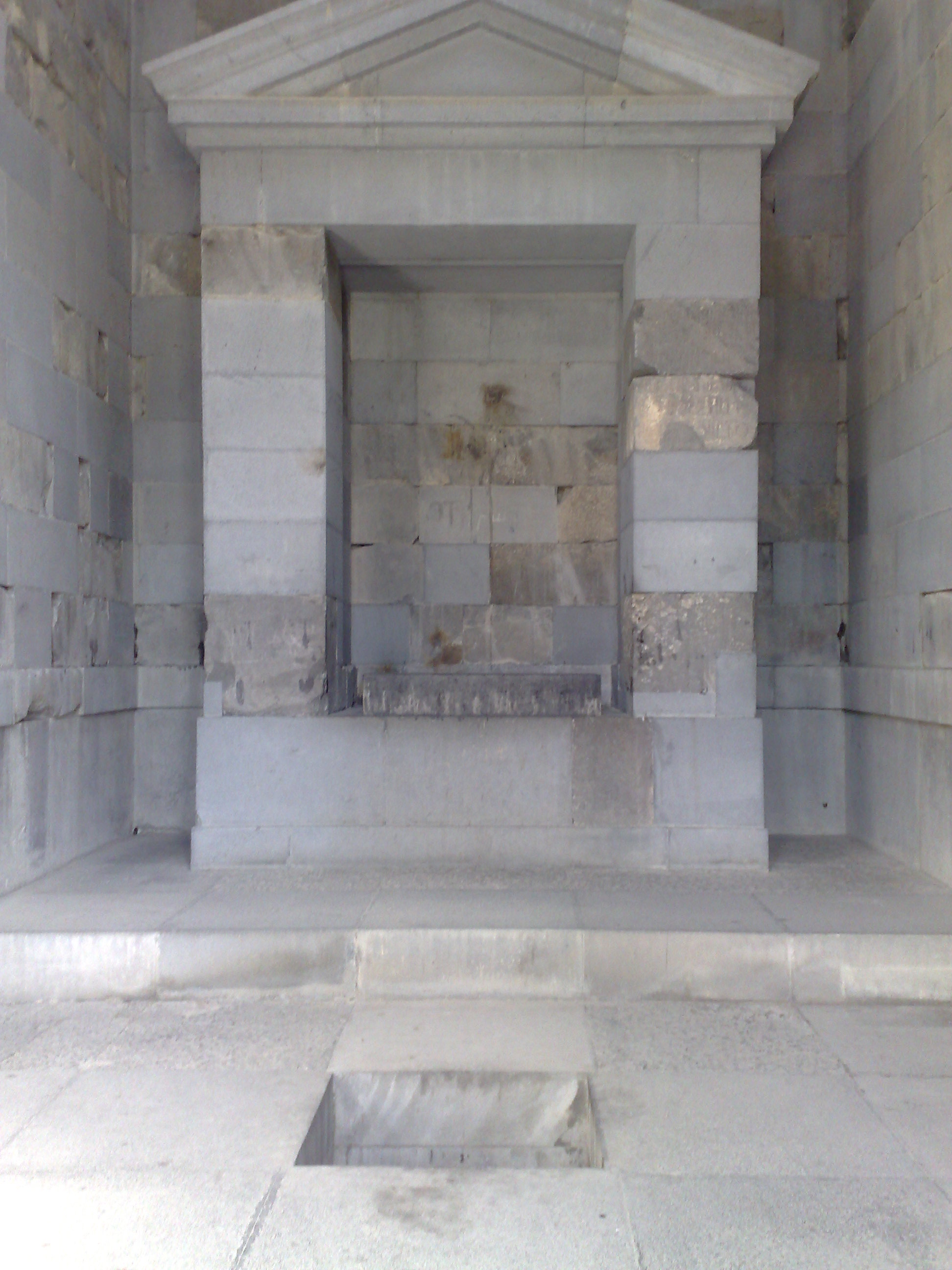
Altar
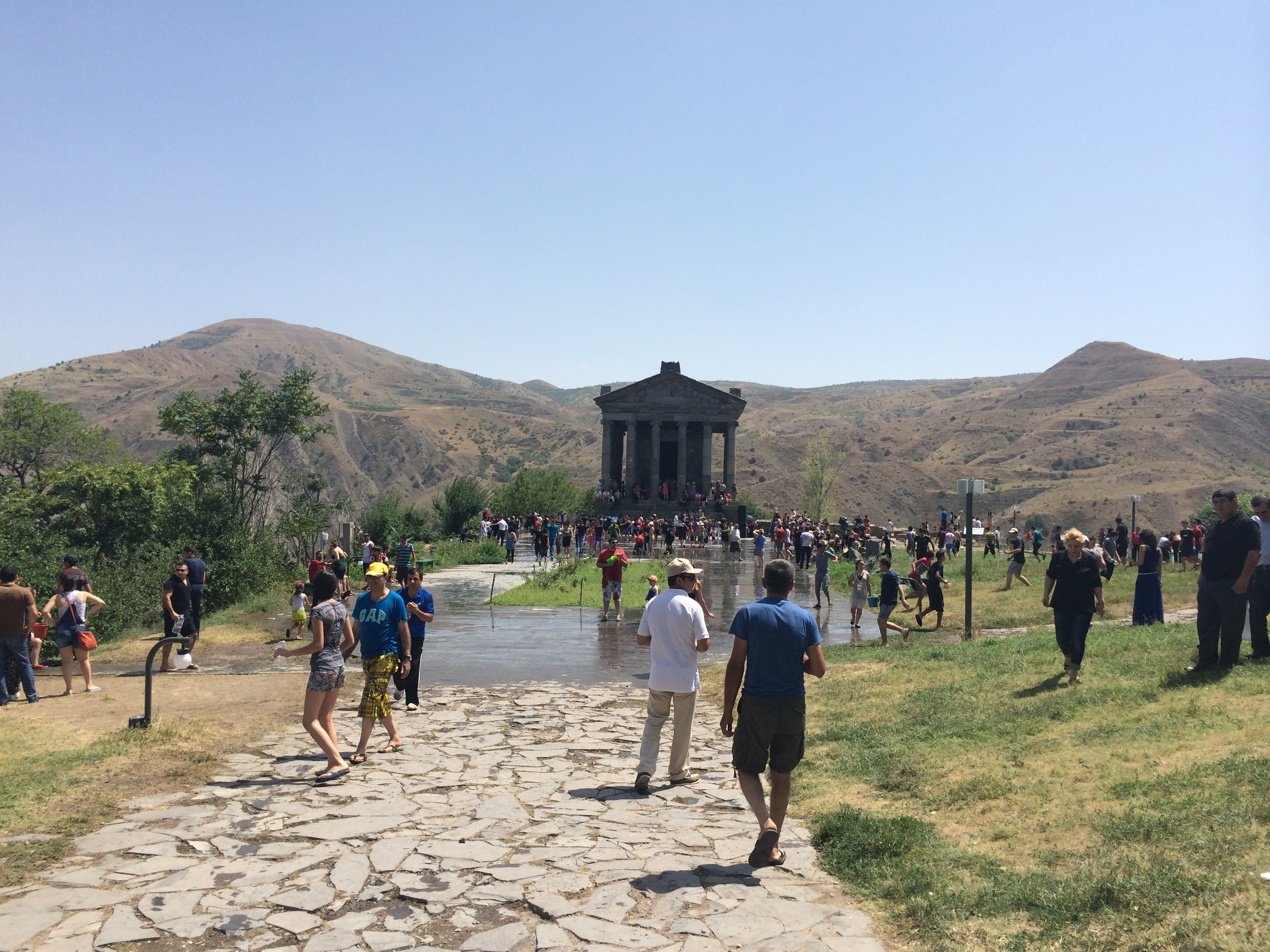
Celebració de Vartavar
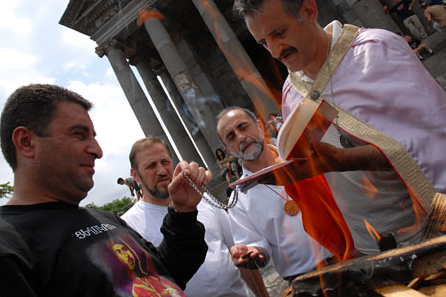
Ritual neopagà davant del temple
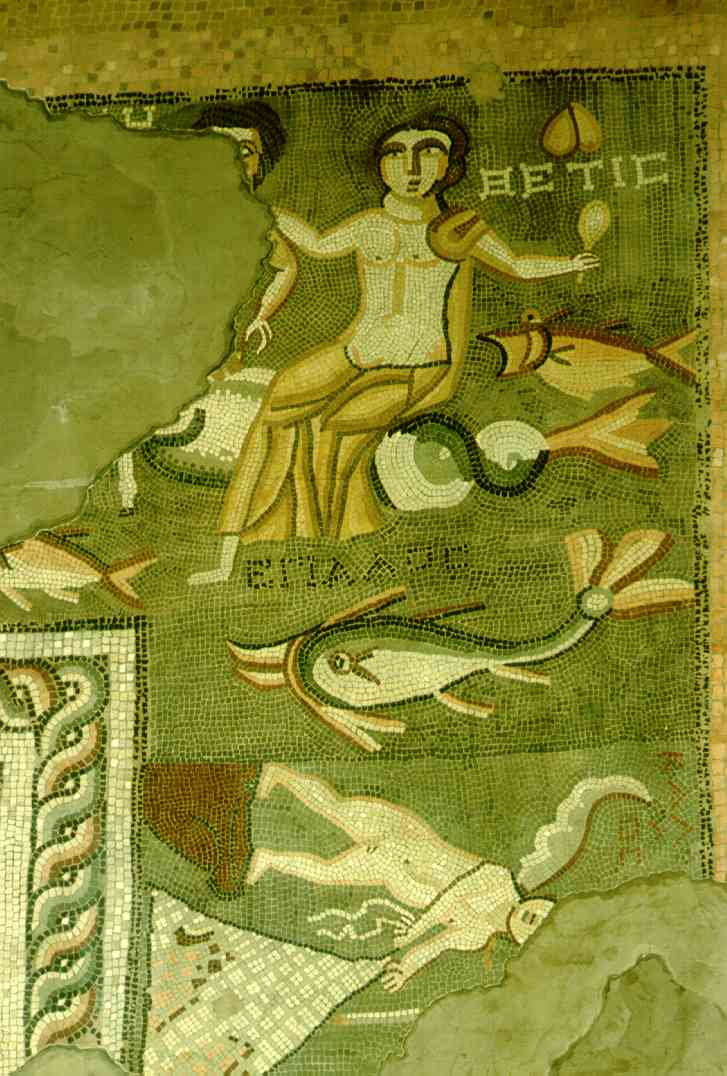
Mosaic de les termes